# 鮑勃·戴伊
鮑勃·戴伊（Bob Day，1957年7月5日—）是一位澳洲政治人物。他的黨籍是家庭第一黨。自2014年開始，他是代表南澳大利亞州的澳大利亞參議院議員之一。在踏入政壇之前，他是一位商人。